# Solitariopagurus triprobolus
Solitariopagurus triprobolus is een tienpotigensoort uit de familie van de Paguridae. De wetenschappelijke naam van de soort is voor het eerst geldig gepubliceerd in 1996 door Poupin & McLaughlin.